# مريديث نيكلسون
مريديث نيكلسون (بالإنجليزية: Meredith Nicholson)‏ هو روائي ودبلوماسي وسياسي أمريكي، ولد في 9 ديسمبر 1866 في كروفوردسفيل في الولايات المتحدة، وتوفي في 22 ديسمبر 1947 في إنديانابوليس في الولايات المتحدة. حزبياً، نشط في الحزب الديمقراطي.

## روابط خارجية
- مريديث نيكلسون على موقع IMDb (الإنجليزية)
- مريديث نيكلسون على موقع قاعدة بيانات برودواي على الإنترنت (الإنجليزية)
- مريديث نيكلسون على موقع قاعدة بيانات الفيلم (الإنجليزية)